# Парламентские выборы в Словении (2014)
Парламентские выборы в Словении прошли 13 июля 2014 года. Избиратели выбрали 90 депутатов Национальной ассамблеи Словении.

## Контекст
После последних выборов 2011 года, было сформировано коалиционное правительство из пяти партий с правым уклоном: Словенская демократическая партия, Гражданский список, Демократическая партия пенсионеров Словении, Словенская народная партия и Новая Словения. Президент СДП Янез Янша стал премьер-министром. Правительство Янши рухнуло 27 февраля 2013 года, после того как он был обвинён в коррупции. Позже, Янша приговорён к двум годам лишения свободы и оштрафован на 37 тысяч евро.
Новое правительство сформировали Позитивная Словения, Социал-демократы, Гражданский список и Пенсионеры. Лидер ПС Аленка Братушек стала премьер-министром. 25 апреля 2014 года на съезде Позитивной Словении в Брдо был поставлен вопрос об избрании нового президента партии из двух кандидатов: предыдущий президент Зоран Янкович и действующий Аленка Братушек. Коалиционные партии СД, DL и DeSUS пригрозили выйти из правительства, если будет избран Янкович, что и случилось, за Янковича было отдано 442 голоса, за Братушек — 338. 5 мая Братушек подала в отставку с поста премьер-министра .
1 июня 2014 года президент Словении Борут Пахор объявил о роспуске Ассамблеи 2 июня, назначив дату выборов на 13 июля. Это решение вызвало некоторое противодействие со стороны граждан страны, но Конституционный суд Словении поддержал эту дату выборов.
На выборы пошли несколько новых политических сил, в том числе партия Миро Церара, официально учреждённая 2 июня и Альянс Аленки Братушек, отколовшийся от Позитивной Словении и созданный 31 мая. Объединённые Левые, Солидарность и Пиратская партия в первый раз приняли участие на выборах Европарламента 25 мая и также выразили желание участвовать в национальных выборах (Солидарность в итоге присоединилась к социал-демократам).
Янез Янша начал отбывать свой срок тюремного заключения 20 июня, что по мнению СМИ, повлияло на кампанию его партии. По словам экспертов, выборы смогут стать самыми важными с момента провозглашения независимости, так как граждане, недовольные существующими партиями, могут вывести на политическую арену новые лица с чистой репутацией.

## Голосование
Избирательные участки открылись в 7.00 (9.00 по московскому времени). Зарегистрированные 1,71 миллиона избирателей в зависимости от избирательного округа (всего 8) в выборах по пропорциональной системе отдали свои голоса от 15 до 17 политическим партиям и коалициям, в списках которых насчитывается 1134 кандидата. Внутри округов представители партий распределены по районам. Голосование продлилось до 19.00 (21.00 по московскому времени). На 16:00 (18:00 по-московскому) явка составила 36 %.

## Результат
Левоцентристская партия Миро Церара по результатам экзит-поллов набрала 36,9 % голосов и получила 36 мест, а следующей стала правоцентристская Словенская демократическая партия — с 19,2 % и 19 местами, DeSUS 10, Пенсионеры — 10 % и 7 мест, Социал-демократы — 5, Новая Словения —5, Альянс Бртушек — 4, а другие партии меньше 4 %. Поскольку партия Миро Церара не набрала абсолютное большинство, ей потребуется заключить коалиционное соглашение с другими партиями для формирования правительства.
По данным Республиканской избирательной комиссии после подсчёта 36 % голосов, партия Миро Церара получила 35 % и может занять 35 мест, Словенская демократическая партия — 21 % и 20 мест. Также проходят ещё шесть партий, набирающих менее 10 % голосов, что позволит им получить от четырёх до девяти мест в парламенте.
Согласно данным Республиканской избирательной комиссии после подсчёта 99,9 % бюллетеней, партия Миро Церара получила 34,6 % голосов и 36 мест, Словенская демократическая партия 20,69 % голосов и 21 место, Демократическая партия пенсионеров Словении —10,2 % голосов и 10 мест, Объединённые левые — 5,97 % и 6 мест, Социал-демократы — 5,95 % и 6 мест, Новая Словения — 5,54 % и 5 мест, Альянс Аленки Братушек — 4,34 % и 4 мест. Остальные два места зарезервированы для представителей национальных меньшинств — итальянцев и венгров. После объявления итогов, лидер «Партии Миро Церара» Миро Церар сказал, я «счастлив, что избиратели осознали, что Словения нуждается в переменах; что она нуждается в переменах своей политической культуры. Именно такие изменения принесёт наша партия. Мы не хотим никаких политических разделений».
Итоги выборов в Национальную ассамблею
| Партии                                                                                          | Голоса  | %       | Места |
| ----------------------------------------------------------------------------------------------- | ------- | ------- | ----- |
| Партия Миро Церара (Stranka Mira Cerarja, SMC)                                                  | 298 342 | 34,61 % | 36    |
| Словенская демократическая партия (Slovenska demokratska stranka, SDS)                          | 178 294 | 20,69 % | 21    |
| Демократическая партия пенсионеров Словении (Demokraticna stranka upokojencev Slovenije, DeSUS) | 88 026  | 10,21 % | 10    |
| Объединённые левые (Združena levica, ZL)                                                        | 51 490  | 5,97 %  | 6     |
| Социал-демократы (Socialni demokrati, SD)                                                       | 51 300  | 5,95 %  | 6     |
| Новая Словения — Христианская народная партия (Nova Slovenija — Kršcanska ljudska stranka, NSi) | 47 701  | 5,53 %  | 5     |
| Альянс Аленки Братушек (Zavezništvo Alenke Bratušek, ZaAB)                                      | 37 375  | 4,34 %  | 4     |
| Словенская народная партия (Slovenska ljudska stranka, SLS)                                     | 34 286  | 3,98 %  | —     |
| Позитивная Словения (Pozitivna Slovenija, PS)                                                   | 25 515  | 2,96 %  | —     |
| Словенская национальная партия (Slovenska nacionalna stranka, SNS)                              | 19 069  | 2,21 %  | —     |
| Пиратская партия (Piratska stranka)                                                             | 11 570  | 1,34 %  | —     |
| Я верю                                                                                          | 6687    | 0,78 %  | —     |
| Гражданский список (Državljanska lista, DL)                                                     | 5468    | 0,63 %  | —     |
| Залёные Словении (Zeleni Slovenije)                                                             | 4274    | 0,50 %  | —     |
| Enakopravni deželani — Naprej Slovenija                                                         | 1997    | 0,23 %  | —     |
| Либерально-экономическая партия (Liberalno gospodarska stranka)                                 | 442     | 0,05 %  | —     |
| Партия человека Словении (Stranka humana Slovenija, SHS)                                        | 82      | 0,01 %  | —     |
| Источник: volitve.gov.si Архивная копия от 1 июля 2014 на Wayback Machine                       |         |         |       |